# 온두라스의 주

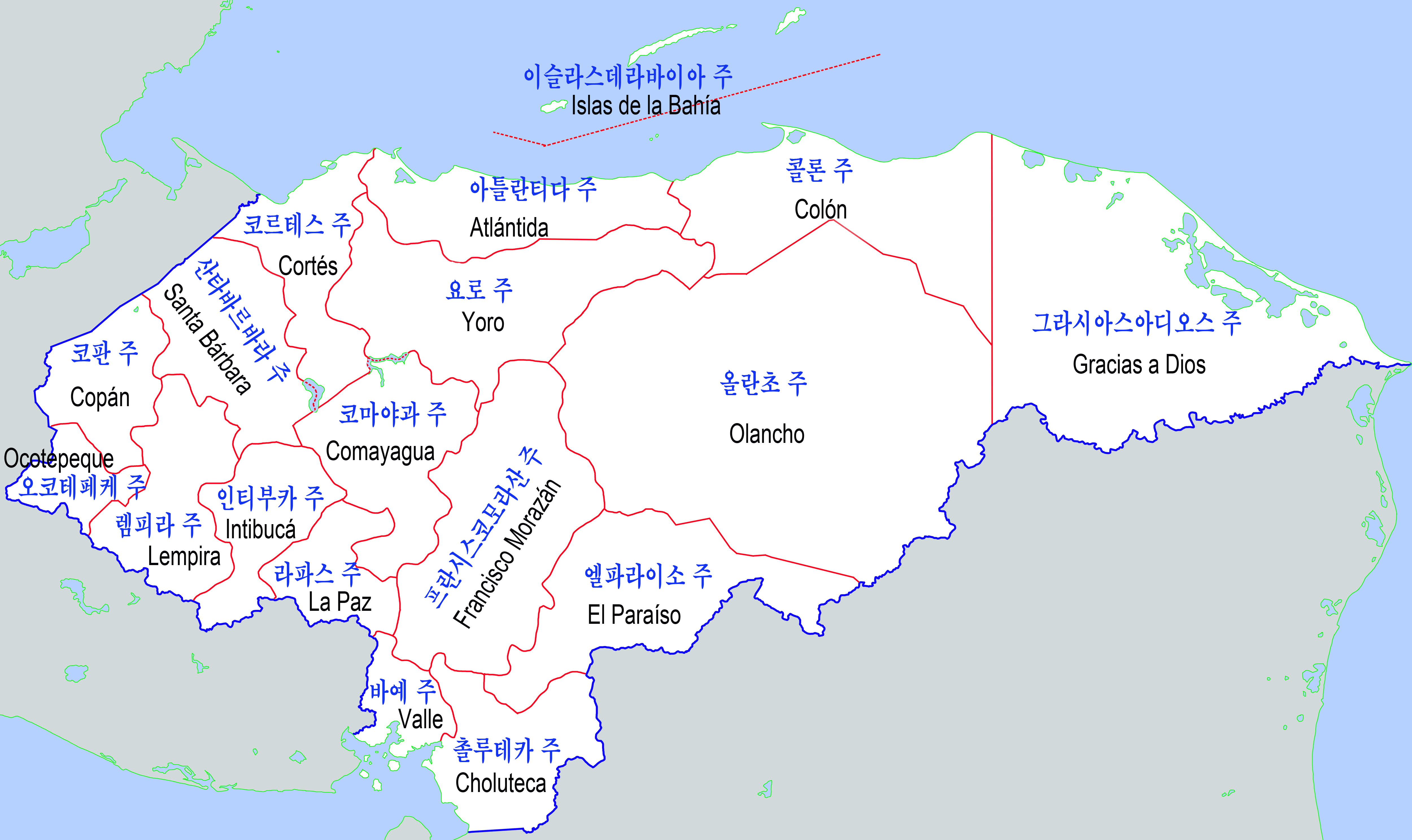
온두라스의 행정 구역

온두라스는 18개 주(스페인어: departamentos)로 구성되어 있다.
1. 아틀란티다 주(Atlántida, 주도: 라세이바)
2. 촐루테카 주(Choluteca, 주도: 촐루테카)
3. 콜론 주(Colón, 주도: 트루히요)
4. 코마야과 주(Comayagua, 주도: 코마야과)
5. 코판 주(Copán, 주도: 산타로사데코판)
6. 코르테스 주(Cortés, 주도: 산페드로술라)
7. 엘파라이소 주(El Paraíso, 주도: 유스카란)
8. 프란시스코모라산 주(Francisco Morazán, 주도: 테구시갈파)
9. 그라시아스아디오스 주(Gracias a Dios, 주도: 푸에르토렘피라)
10. 인티부카 주(Intibucá, 주도: 라에스페란사)
11. 이슬라스데라바이아 주(Islas de la Bahía, 주도: 로아탄)
12. 라파스 주(La Paz, 주도: 라파스)
13. 렘피라 주(Lempira, 주도: 그라시아스)
14. 오코테페케 주(Ocotepeque, 주도: 오코테페케)
15. 올란초 주(Olancho, 주도: 후티칼파)
16. 산타바르바라 주(Santa Bárbara, 주도: 산타바르바라)
17. 바예 주(Valle, 주도: 나카오메)
18. 요로 주(Yoro, 주도: 요로)